# Stephen Lynch (musicien)
Pour les articles homonymes, voir Stephen Lynch et Lynch.
Stephen Andrew Lynch, né le 28 juillet 1971, est un musicien et comédien américain, connu pour ses chansons se moquant de la vie quotidienne et de la culture populaire.

## Enfance et études
Lynch est né à Abington en Pennsylvanie. Sa famille a ensuite déménagé à Saginaw, dans le Michigan. Durant sa scolarité à la Arthur Hill High School et au Center pour les arts et les sciences, il joue dans un théâtre communautaire. Il reçoit une bourse pour étudier à l'université catholique d'Amérique à Washington, avant d'être transféré en 1990 à l'université de l'Ouest du Michigan, où il a obtenu un baccalauréat en arts dramatique en 1993. C'est à l'université, au Michigan, qu'il commence à écrire des chansons comiques.
Se considérant lui-même d'abord musicien et comédien ensuite,,, Lynch cite les auteurs-compositeurs Paul Simon et Joni Mitchell comme les inspirations de son enfance, plutôt que les bandes dessinées. Il a voulu rejoindre le monde du spectacle après avoir vu le faux documentaire This is Spinal Tap. La première chanson qu'il a écrit était une chanson country intitulée Beffy Burrito.

## Carrière

### Débuts
Après avoir passé sa première année après l'université avec des amis en Californie, Lynch a déménagé à New York en 1996 avec l'intention de devenir un acteur. Lors de son arrivée, un ami du West Bank Cafe lui suggère de jouer devant un public certaines des chansons de bande dessinée qu'il avait écrites à l'université. Il rencontre vite le succès dans les clubs de comédie de la ville et devient un habitué des émissions de radio telles que Opie and Anthony (en),.
Les années suivantes, il fait une tournée des universités et des boîtes de nuit du pays, en évitant autant que possible les comedy clubs, qu'il ne trouve pas à son goût. Il revient souvent au Michigan pour le stock d'été,,.

### De 2000 à aujourd'hui
Il acquiert une grande exposition nationale avec son Comedy Central Presents (en) spécial de 2000, l'un des plus appréciés de l'histoire de la chaîne.
D'avril à décembre 2006, Lynch rejoint Broadway, il joue Robbie Hart dans la comédie musicale Le Mariage de la Chanteuse, au Al Hirschfeld Theatre. Sa performance lui a valu des nominations pour les Tony, les Drama League et les Drama Desk awards.

## Vie privée
Il épouse Erin Dwight sur une plage privée sur le lac Michigan en septembre 2003.

## Discographie
Demo
- Half A Man

Albums studio
- A Little Bit Special (en) (2000)
- 3 Balloons (en) (2009)
- Lion (en) (2012)

Albums live
- Superhero (en) (2003)
- The Craig Machine (en) (2005)
- Lion (2012)

Compilation
- Cleanest Hits (2006)